# Фотография
Фотогра́фия — технология записи изображения путём регистрации оптических излучений с помощью светочувствительного фотоматериала или полупроводникового преобразователя. В отличие от некоторых других языков, в русском слово «фотография» используется только применительно к статичным изображениям. В то же время в профессиональном кинематографе этот термин обозначает изобразительное решение фильма, создаваемое кинооператором. Фотографиями также называются конечные отпечатки фотографического изображения, изготовленные на фотобумаге химическим способом или принтером.
На технологиях фотографии основано фотоискусство, которое считается одним из видов изобразительного искусства и занимает ключевое место в современной массовой культуре. Первое устойчивое фотографическое изображение было создано в 1822 году французским изобретателем Жозефом Нисефором Ньепсом, но оно не сохранилось до наших дней. Датой изобретения технологии по решению IX Международного конгресса научной и прикладной фотографии считается 7 января 1839 года, когда Франсуа Араго сделал доклад о дагеротипии на заседании Французской академии наук.
Человек, осуществляющий фотосъёмку, называется фотографом. В большинстве случаев он же выполняет все остальные стадии создания фотоизображения, однако часто техническая часть работы выполняется фотолаборантами, ретушёрами, фоторедакторами и представителями других профессий. В профессиональной студийной фотографии некоторые обязанности фотограф перепоручает своим ассистентам.

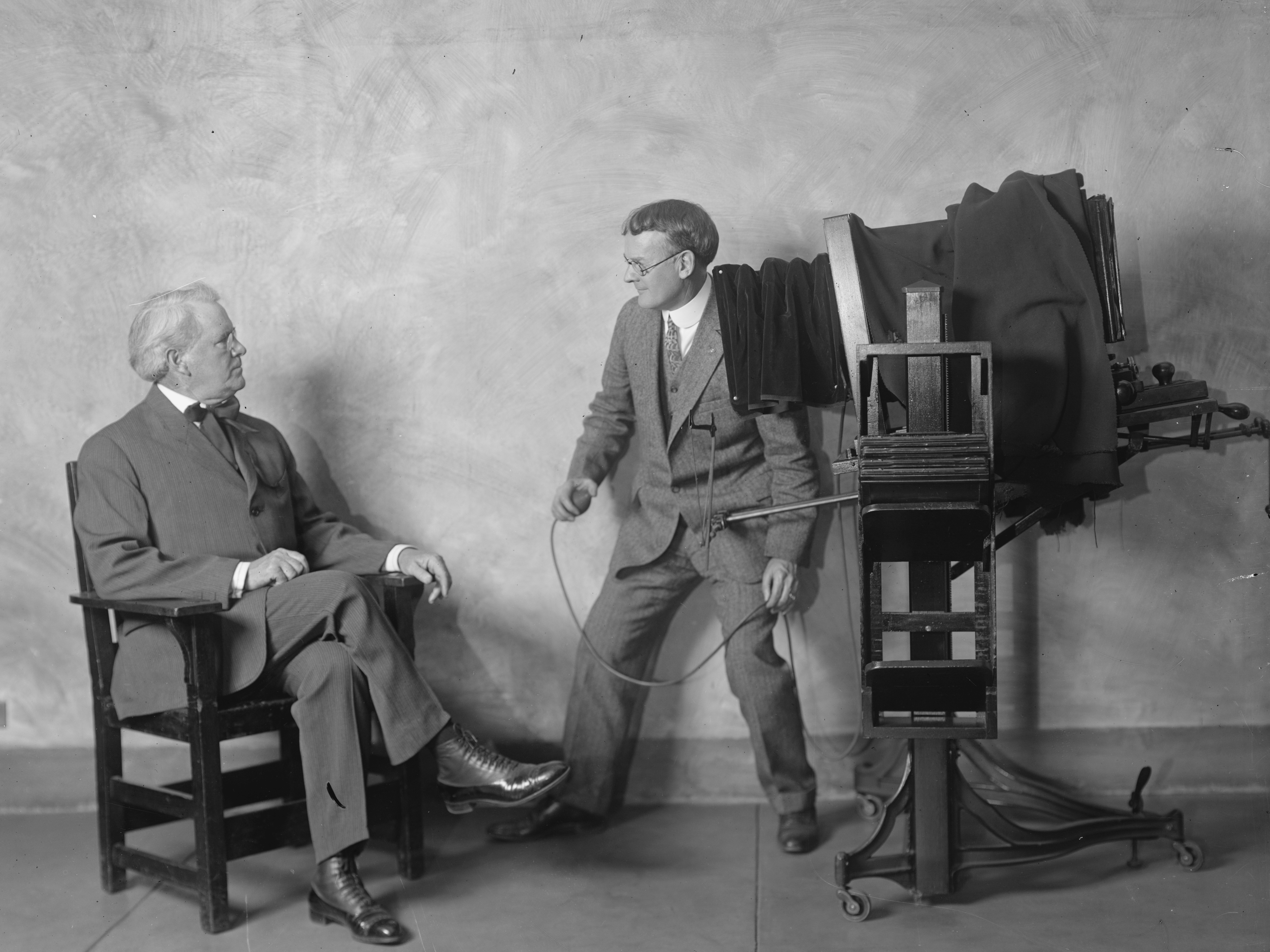
Сеанс съёмки в фотоателье. 1920-е годы

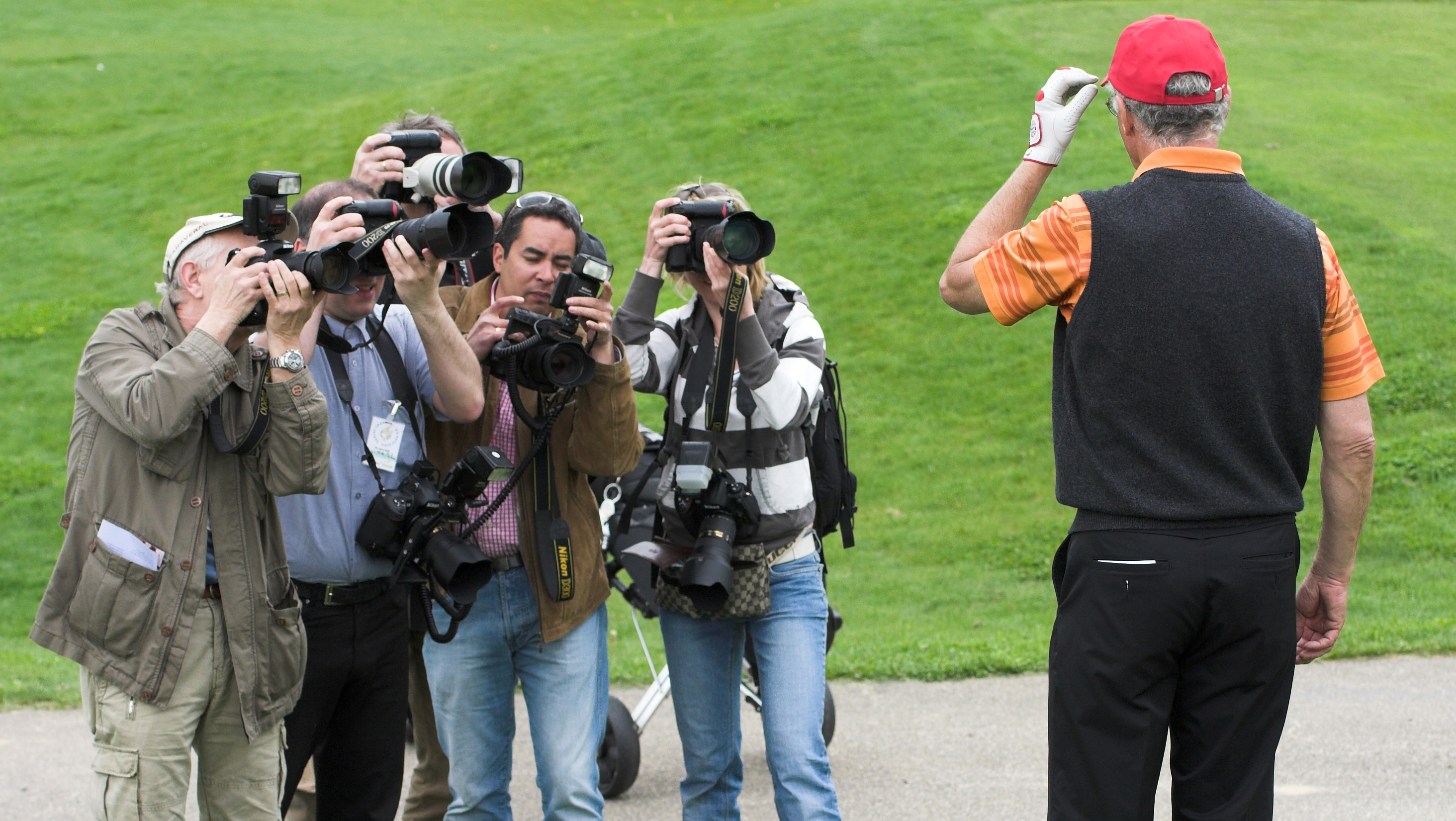
Фотожурналисты за работой. 2008 год

## Этимология
Сам термин «фотография» является комбинацией двух греческих слов др.-греч. φῶς (род. п. φωτός) «свет» и γράφω «пишу». Буквально светопись — техника рисования светом. Принято считать, что впервые это название использовано в 1839 году одновременно и независимо друг от друга двумя астрономами — английским, Джоном Гершелем, и немецким, Иоганном фон Медлером. В 1970-х годах стало известно об упоминании французского фарианта фр. Photographie бразильским художником Эркюлем Флорансом в дневниках, датированных предположительно 1833 годом. Сами изобретатели первых технологий фотографии Ньепс, Тальбот и Дагер этот термин не использовали, называя свои процессы «Гелиография», «Калотипия» и «Дагеротипия». В Российской империи довольно долго использовали буквальный перевод «светопись», но он в конце концов уступил место общепринятому «фотография».

## История фотографии

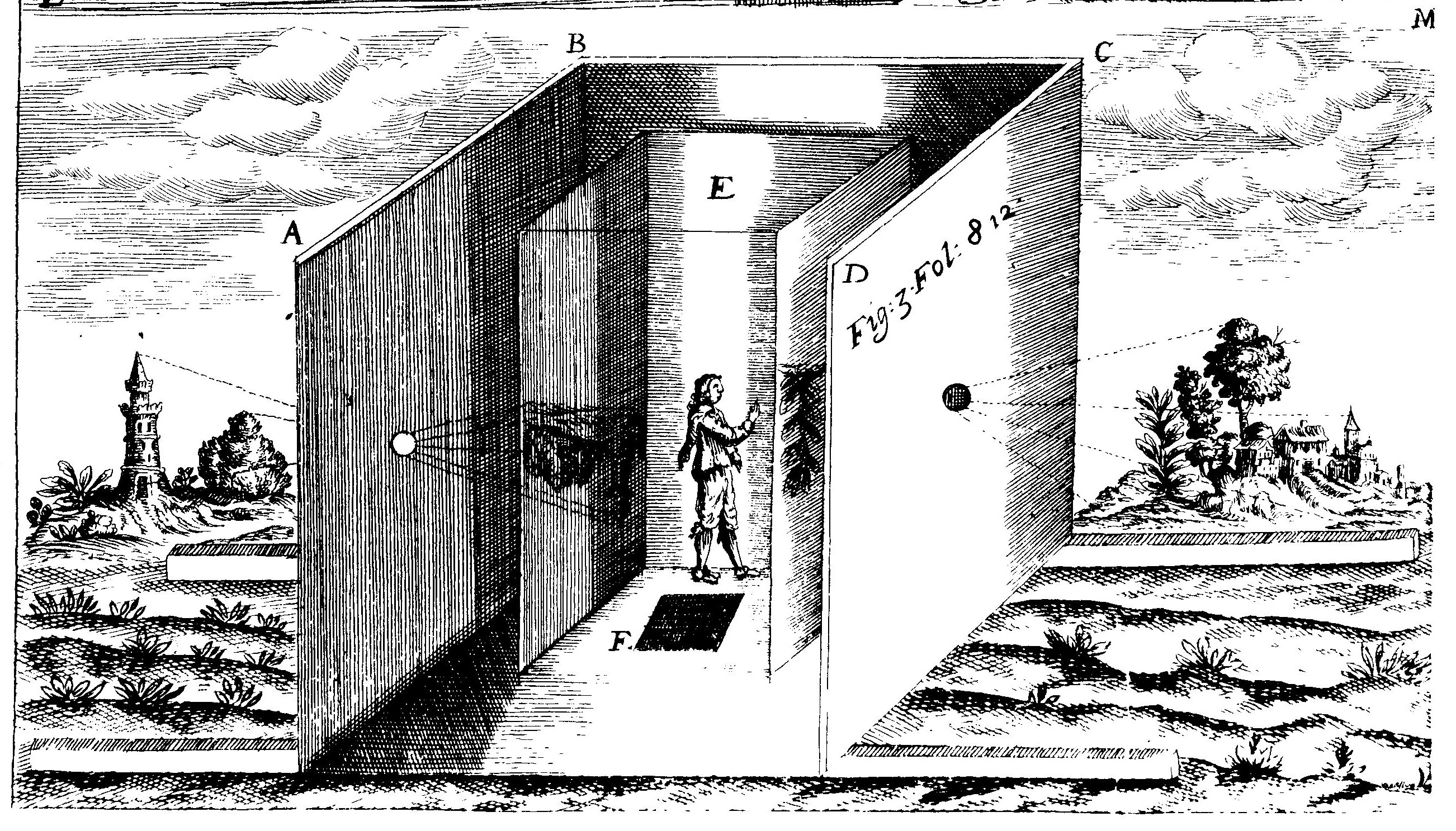
Рисование пейзажа с помощью камеры-обскуры

Изобретение фотографии стало возможным благодаря объединению нескольких открытий, сделанных задолго до этого. Древнекитайский философ Мо-цзы ещё в V веке до нашей эры описал действие камеры-обскуры. Возможно, упоминание о камере-обскуре встречаются у Аристотеля, который задавался вопросом, каким образом может возникать круглое изображение Солнца, когда оно светит через квадратное отверстие. Художники начали использовать это приспособление для создания перспективных картин уже в средние века, а среди художников эпохи Ренессанса камера-обскура была широко известна под названием «тёмная комната».
В 1694 году Вильгельм Хомберг описал фотохимические реакции, когда вещества изменяют окраску под действием света. Он же обратил внимание на чувствительность к свету нитрата серебра, открытого тремя столетиями раньше Альбертом Великим. Первым человеком, доказавшим, что свет, а не тепло делает серебряную соль тёмной, был немецкий физик Иоганн Генрих Шульце. В 1725 году, пытаясь приготовить светящееся вещество, он случайно смешал мел с азотной кислотой, в которой содержалось немного растворённого серебра. Шульце обратил внимание на то, что когда солнечный свет попадал на белую смесь, она становилась тёмной, в то время как смесь, защищённая от солнечных лучей, совершенно не изменялась. Этот эксперимент дал толчок целой серии наблюдений, открытий и изобретений в химии, которые спустя немногим более столетия привели к изобретению фотографии.

### Изобретение фотографии

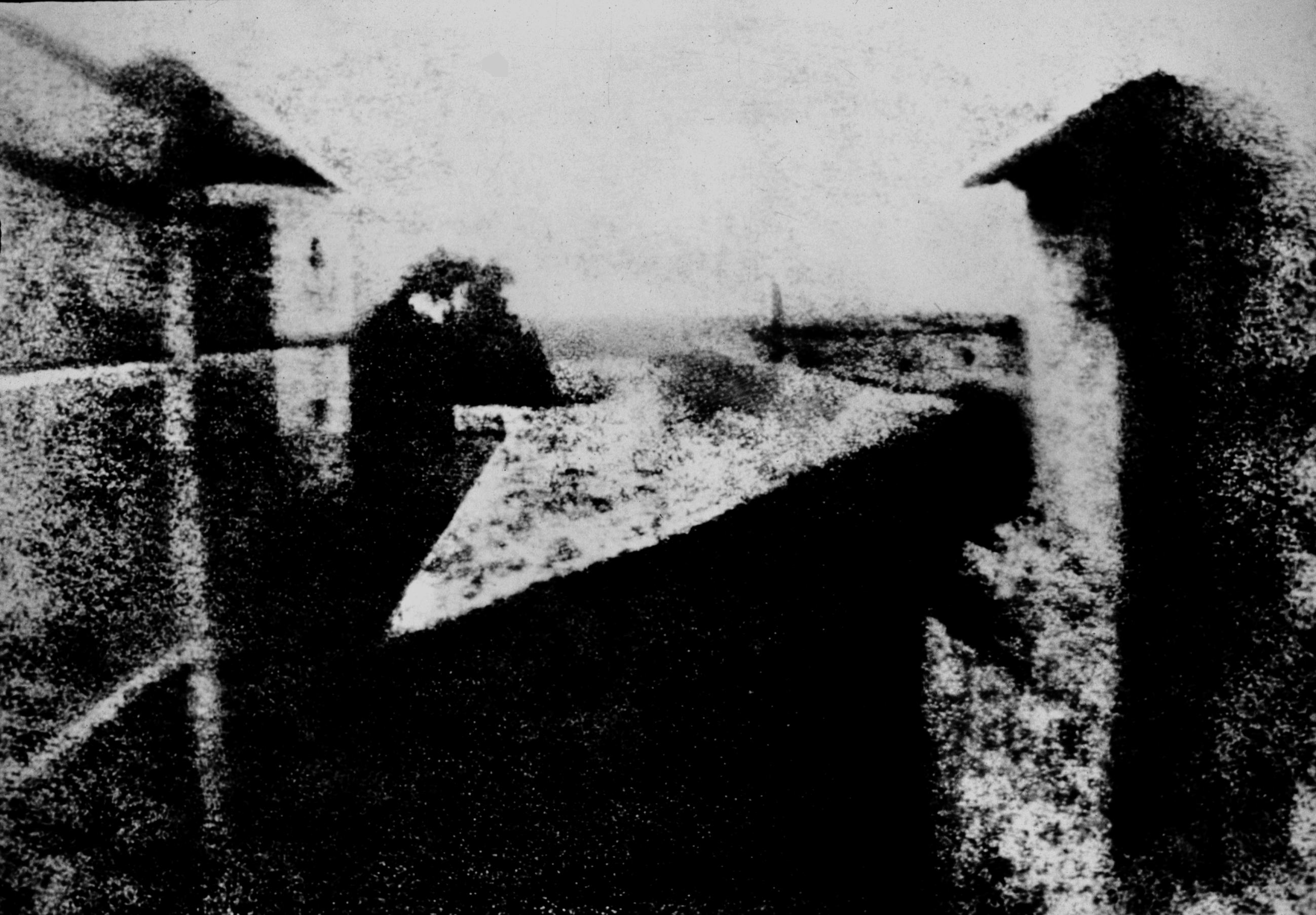
Старейшая сохранившаяся фотография «Вид из окна в Ле Гра», 1826 год

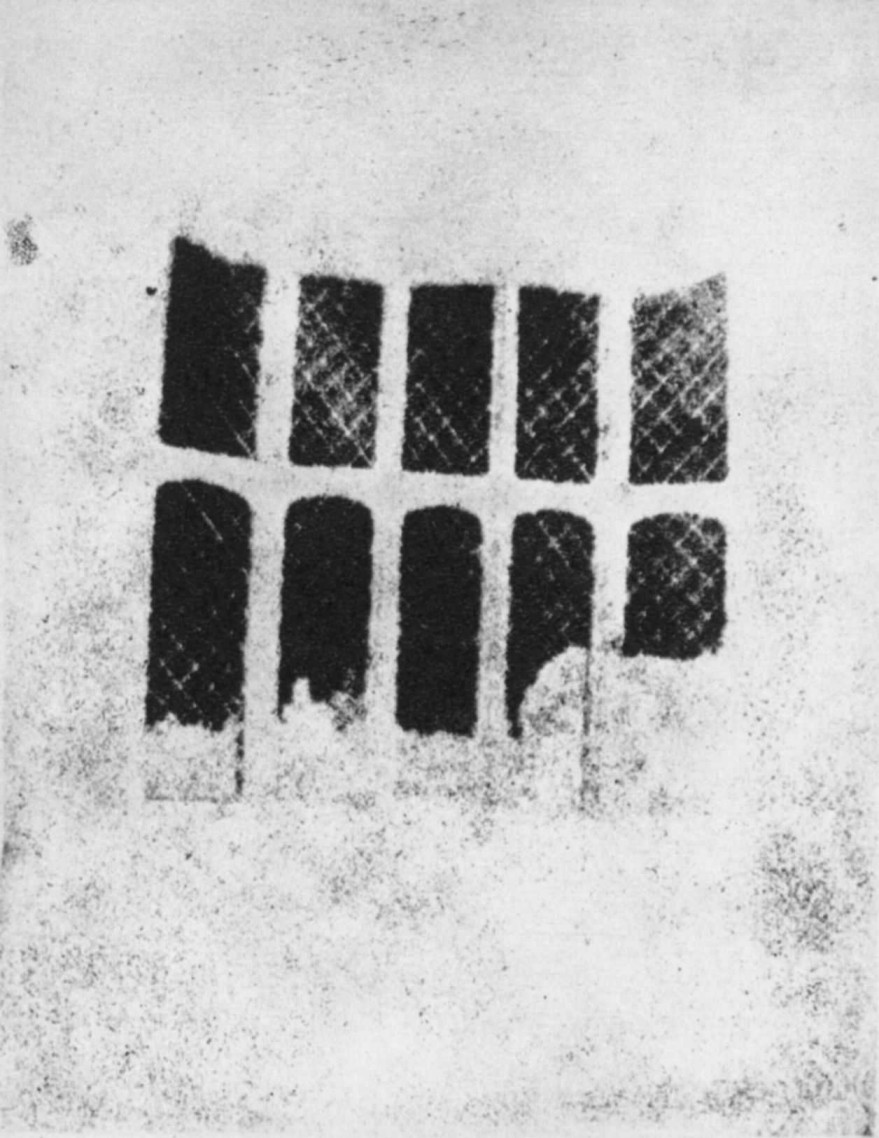
Бумажный негатив первого фотоснимка Тальбота «Окно аббатства Лекок». 1835 год

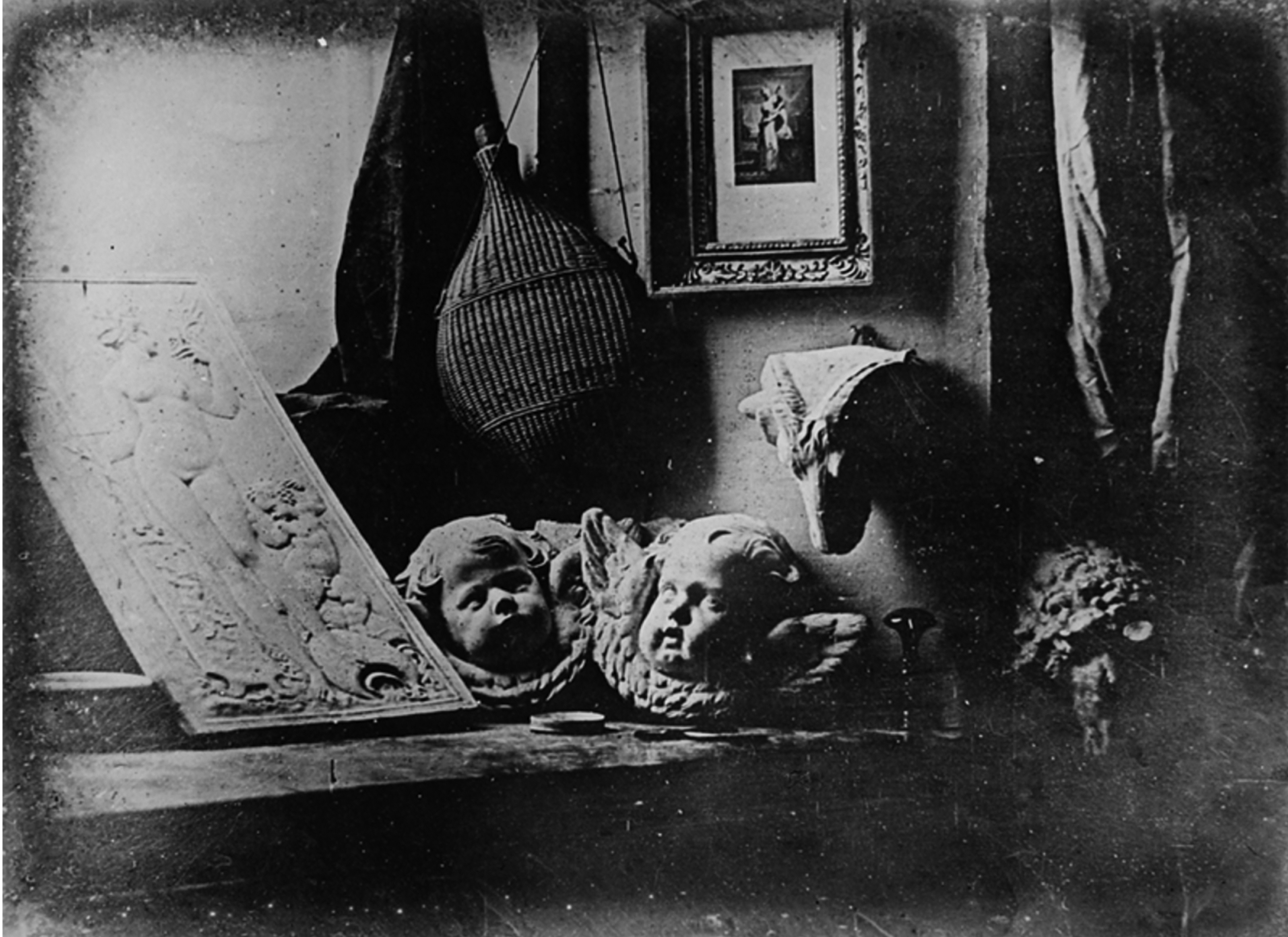
Один из самых первых дагеротипов. 1837 год

Первая известная попытка фиксации изображения химическим способом предпринята Томасом Веджвудом и Гемфри Дэви. Уже в 1802 году они могли получать фотограммы при помощи солей серебра, не зная способа их закрепления. Первым практическим успехом на пути к появлению фотографии стало изобретение Нисефором Ньепсом гелиографии (фр. Héliographie). Наиболее раннее из сохранившихся изображений, снятых с помощью этой технологии камерой-обскурой, датировано 1826 годом и известно под названием «Вид из окна в Ле Гра». С небольшими усовершенствованиями гелиография позднее широко использовалась для тиражирования готовых снимков, полученных другими способами, но для съёмки с натуры она оказалась непригодной, давая слишком контрастное изображение почти без полутонов и мелких деталей.
14 декабря 1829 года Ньепс заключил нотариальный договор о дальнейшей совместной работе с создателем первой диорамы Луи Дагером, проводившим собственные опыты в области закрепления изображения. Некоторое время изобретатели вели свои работы параллельно, однако успех был достигнут Дагером уже после смерти партнёра. В 1839 году он опубликовал способ получения изображения на медной пластине, покрытой серебром. После экспонирования пластина проявлялась парами нагретой ртути, а затем закреплялась в растворе поваренной соли. Получаемый таким способом единственный экземпляр снимка при определённом освещении выглядел как высококачественный позитив, подробно отображающий мельчайшие детали снятых объектов. Свой способ получения фотографического изображения Дагер назвал «дагеротипия» и 14 июня 1839 года передал в общественное достояние в обмен на пожизненную пенсию.
Практически одновременно с Л. Дагером англичанин Уильям Генри Фокс Тальбот изобрёл негативно-позитивную технологию получения фотографического изображения, которую назвал «калотипия». В качестве носителя изображения Тальбот использовал бумагу, пропитанную хлористым серебром. Процесс позволял тиражировать позитивное изображение с помощью контактной фотопечати. Получаемый позитив уступал дагеротипу в качестве из-за отображения волокнистой структуры бумаги и грубых полутонов. Этот факт наряду с необходимостью патентных отчислений за пользование технологией сыграл ключевую роль в том, что дагеротипия надолго стала доминирующим фотопроцессом. Одним из её главных применений стало портретирование. Уже к середине 1840-х годов дагеротипный фотопортрет почти полностью вытеснил портретную миниатюру, заставив большинство художников этого направления переквалифицироваться в фотографы.
Практически неизвестным в истории фотографии остался Ипполит Байар, в 1839 году представивший фотографии, полученные с помощью собственного прямопозитивного метода. Кроме того, в 1833 году метод получения фотографии при помощи нитрата серебра опубликовал франко-бразильский изобретатель и художник Эркюль Флоранс. Свой метод он не запатентовал, и о его исследованиях стало известно лишь в 1970-х годах.
Дагеротипия и калотипия использовались до второй половины XIX века, уступив место мокрому коллодионному процессу, соединившему преимущества негативно-позитивного метода Тальбота и высокой светочувствительности. Появившаяся тогда же альбуминовая печать давала высококачественные бумажные отпечатки со стеклянных коллодионных негативов. Главным недостатком мокрого коллодия оказалась необходимость экспонирования и лабораторной обработки влажных фотопластинок в течение нескольких минут после полива эмульсии, пока светочувствительный слой остаётся проницаемым для обрабатывающих растворов. Проблема была решена только после изобретения английским врачом Ричардом Меддоксом в 1871 году желатиносеребряного процесса и так называемых «сухих» фотопластинок.
Завершающей инновацией стала возможность использования в качестве подложки гибкого целлулоида вместо стекла, благодаря изобретению Ханнибалом Гудуин желатинового противоскручивающего контрслоя в 1887 году. Так место фотопластинок в начале XX века заняла листовая и рулонная фотоплёнка с желатиносеребряной эмульсией, доминирующая в аналоговой фотографии до сегодняшнего дня. Совершенствование техники и одновременное упрощение и удешевление фотосъёмки привело к широкому распространению фотографии. По мнению историков, это спровоцировало своеобразную «портретоманию». Тогда в XIX веке и появились первые семейные фотоальбомы, в которых стали хранить фотографии.

### Цветная фотография
Первые попытки получить фотографическое изображение в натуральных цветах начались сразу же после изобретения фотографии. Ещё Ньепс пытался зафиксировать цвет напрямую, опираясь на свойство некоторых веществ менять окраску под действием цветного излучения. Первым результатом в этом направлении исследований стала «гелиохромия», которую пытался запатентовать в 1853 году американец Ливай Хилл. Однако подробности технологии изобретателем не раскрывались, а большинство современников считали его мошенником, выдающим раскрашенные дагеротипы за цветную фотографию. Известны работы, проводившиеся в этом же направлении Александром Беккерелем, в 1849 году получившим на хлорированной серебряной пластинке цветное изображение видимого спектра, быстро выцветающее под прямым освещением. Логическим завершением этих исследований стало изобретение в 1891 году липпмановского процесса, который обеспечивал физически точное воспроизведение цвета, но оказался непригодным для практического применения.
Основные усилия по разработке цветной фотографии сосредоточились в области трёхцветных технологий, основанных на теории цветоощущения, созданной в 1855 году Джеймсом Максвеллом. Она опиралась на теорию Гельмгольца-Юнга о существовании трёх видов светочувствительных колбочек в сетчатке человеческого глаза. По этой теории свет должен разделяться на три основных составляющих, которые отдельно регистрируются, а затем вновь объединяются, давая полноцветное изображение за счёт явления метамерии. Первый устойчивый цветной фотоснимок «Тартановая лента» был сделан Томасом Саттоном по этому методу в 1861 году. Однако существовавшие на тот момент фотоматериалы были нечувствительны к зелёному, жёлтому и красному свету, позволяя регистрировать лишь сине-фиолетовую и ультрафиолетовую составляющие спектра. Поэтому вторым важнейшим шагом на пути к созданию цветной фотографии стало открытие в 1873 году немецким фотохимиком Германом Фогелем явления спектральной сенсибилизации с помощью веществ, способных сообщать серебряным соединениям чувствительность к длинноволновым участкам спектра.

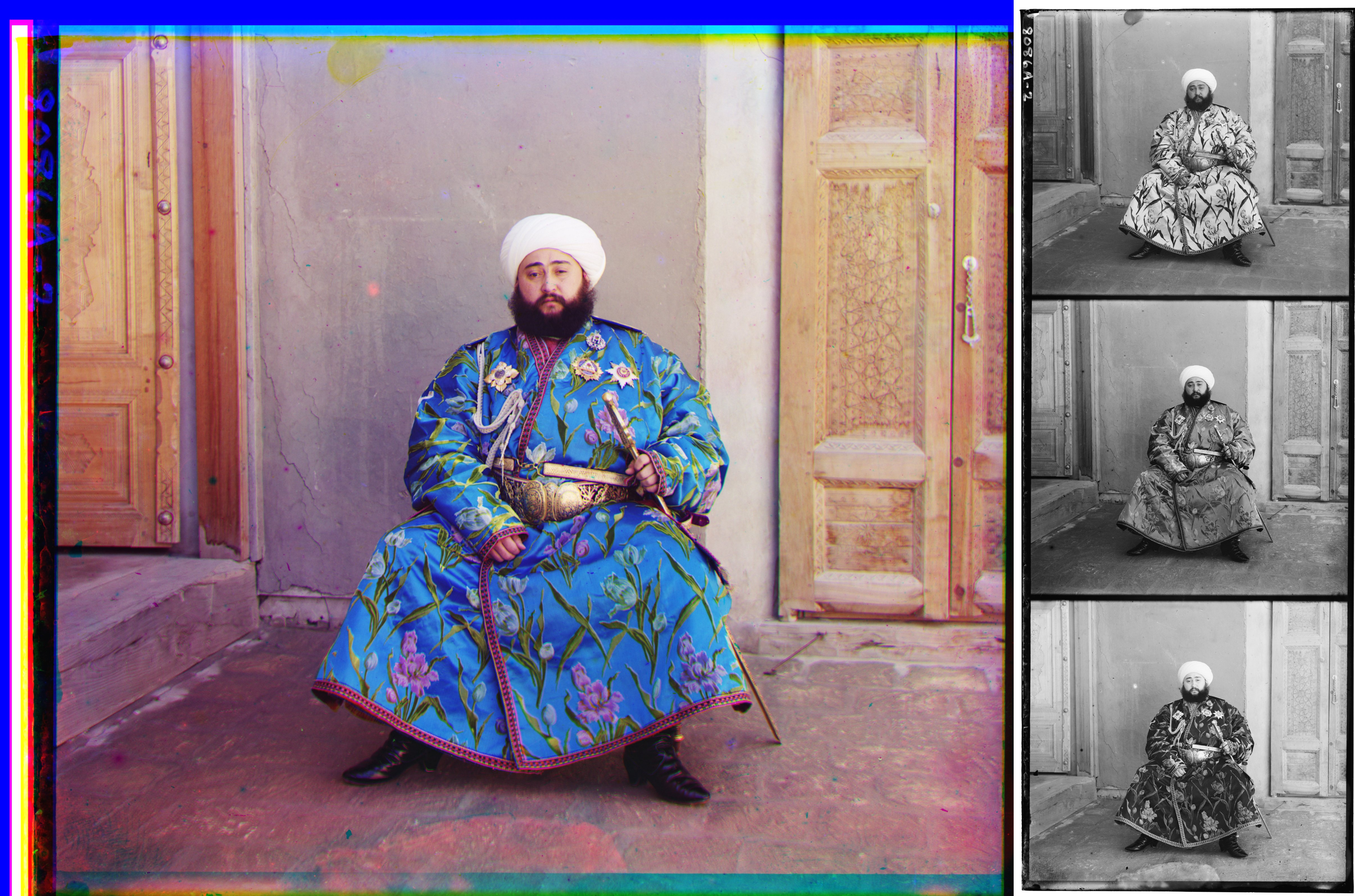
Цветной снимок Прокудина-Горского и пластинка с цветоделёнными позитивами

Прогресс сенсибилизации фотоматериалов шёл поэтапно, начавшись с получения ортохроматических эмульсий Иосифом Эдером с помощью эритрозина. Полностью весь видимый спектр стал доступен для регистрации только после открытия Бенно Гомолкой красного сенсибилизатора пинацианола в 1906 году. Лишь после этого трёхцветная фотография смогла полноценно отображать натуральные цвета объектов съёмки. Появились многочисленные конструкции «цветных» фотоаппаратов, осуществлявших цветоделение последовательной или одновременной съёмкой за разными светофильтрами. Наиболее популярный тип фотоаппаратов для последовательной съёмки на удлинённую панхроматическую фотопластинку сконструировал немецкий учёный Адольф Мите, а массовый выпуск наладил Вильгельм Бермполь. Камерой Бермполя-Мите русский фотограф Сергей Прокудин-Горский создал одну из наиболее масштабных для своего времени коллекций цветных фотографий.
Наряду с раздельной съёмкой частичных цветоделённых изображений с начала XX века стали активно развиваться растровые методы цветной фотографии, фиксирующие разные составляющие спектра на общем фотоматериале.
В частности, в 1907 году были запатентованы и поступили в свободную продажу фотопластинки «Автохром» братьев Люмьер, позволяющие получать цветные диапозитивы обычным фотоаппаратом. Несмотря на многочисленные недостатки (низкое разрешение и невозможность тиражирования), метод быстро завоевал популярность, и до 1935 года во всём мире было произведено 50 миллионов автохромных пластинок. Большинство недостатков ранних технологий цветной фотографии удалось устранить лишь в многослойных фотоматериалах, регистрирующих частичные изображения в разных эмульсионных слоях, расположенных друг над другом. Решающую роль сыграло изобретение хромогенных фотоматериалов, синтез цвета в которых происходил в соответствии с принципами, открытыми немецкими учёными Рудольфом Фишером и Иоганном Зигристом в 1912 году. Полноценное воплощение процесс получил в 1936 году благодаря компании Agfa, выпустившей обращаемую фотоплёнку Agfacolor Neu. Практически одновременно увидела свет фотографическая версия аналогичной киноплёнки Kodachrome, выпущенной в США годом раньше.

### Тиражирование и фотоиллюстрация
Одной из главных проблем дагеротипии оказались практически непреодолимые трудности тиражирования фотографического изображения, изготавливавшегося в единственном экземпляре. Очень быстро появились фотоаппараты с несколькими объективами, позволявшими получать такое же количество готовых дагеротипов. Тем не менее полноценное тиражирование оказалось доступным для калотипии, позволявшей печатать с одного негатива неограниченное количество позитивных копий. Тальбот немедленно этим воспользовался, выпустив в 1844 году фотоальбом «Карандаш природы» из отпечатанных вручную фотографий. Однако такой способ оказался слишком дорогостоящим, поскольку кроме печати требовал тщательной лабораторной обработки. Удешевить процесс пытался Луи Дезире Бланкар-Эврар, организовав поточную фотопечать с чётким разделением труда на разных стадиях. Но даже сниженная таким образом себестоимость конечного отпечатка оказалась неприемлемой для массового распространения фотопроизведений, быстро приведя мастерскую Эврара к разорению. Исследования в направлении полиграфического воспроизведения фотоизображения с высоким качеством велись в рамках конкурса, организованного в 1856 году меценатом Оноре д’Альбер де Люином.

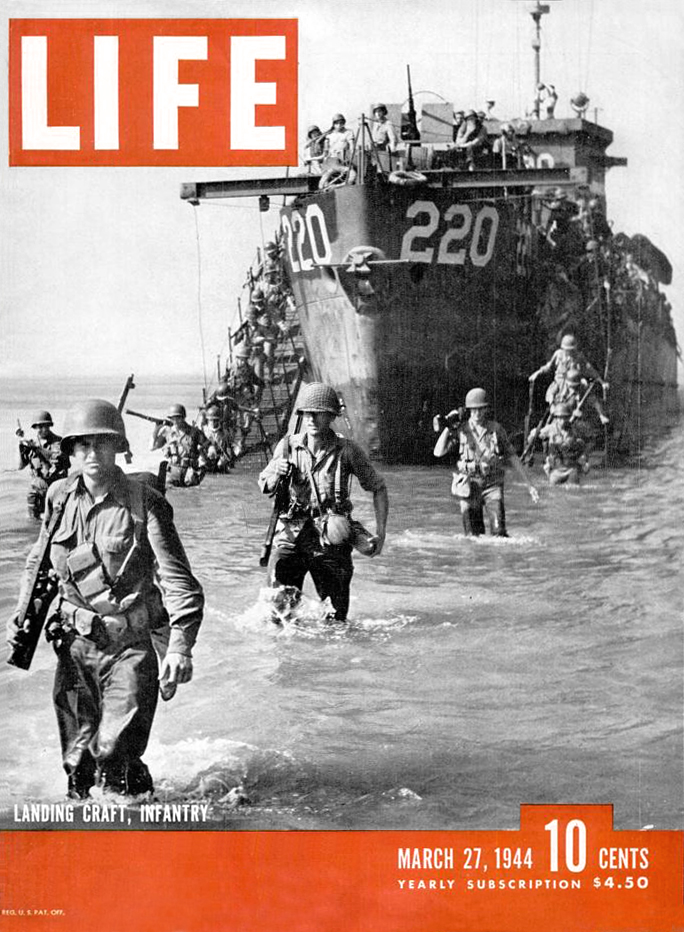
Обложка одного из крупнейших иллюстрированных журналов Life за 1944 год

Кардинальным решением проблемы стали фотомеханические процессы, позволяющие тиражировать полутоновое изображение с помощью типографского клише. Исторически первой в 1855 году Альфонсом Пуатвеном была запатентована фототипия, в оригинальном виде недостаточно совершенная для практического применения. Первый серьёзный успех был достигнут в 1865 году с изобретением вудберитипии, пригодной для глубокой печати фоторепродукций. Фототипия получила массовый рынок под новым названием «коллотипия» после усовершенствований, внесённых в 1868 году Йозефом Альбертом. Замена литографского камня стеклянной подложкой позволила увеличить тиражеустойчивость клише, с которого стали печатать до 1000 дешёвых оттисков высокого качества. Таким способом, остававшимся в употреблении вплоть до конца XX века в некоторых отраслях полиграфии, печатались открытки, эстампы и книжные иллюстрации. Наиболее высококачественным способом тиражирования фотографий стала фотогравюра, усовершенствованная в 1878 году художником Карелом Кличем.
Тем не менее даже фототипные отпечатки были слишком дороги, особенно для использования в периодической печати. Прорыв в этой области был достигнут в 1880-х годах, одновременно с усовершенствованием цинкографии, объединённой с принципами изобретённой в 1878 году Шарлем Гийомом Пети автотипии. Газетные иллюстрации с регулярным растром позволяли воспроизводить фотографии с невысоким качеством, однако цинкографические клише обладали большой тиражеустойчивостью и были достаточно дёшевы. Первым периодическим изданием, где ключевую роль играли фотоиллюстрации, в 1901 году стал немецкий еженедельник Berliner Illustrirte Zeitung. Ежедневную публикацию фотографий в 1904 году начала лондонская газета Daily Mirror под лозунгом «Смотрите новости, снятые камерой». Современный вид типографское тиражирование фотографий приобрело с появлением в 1905 году офсетной печати, позволившей точно воспроизводить полутона при невысокой себестоимости. С усовершенствованием полиграфических технологий связано широкое распространение и расцвет иллюстрированных изданий, сыгравших одну из решающих ролей в развитии фотожурналистики и фотографии в целом.

### Моментальная фотография

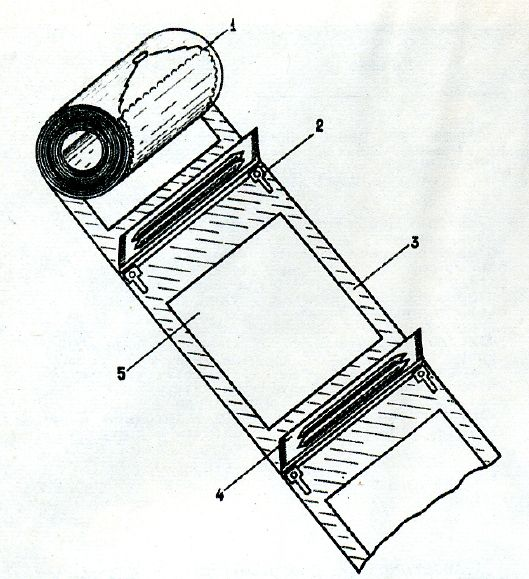
Устройство фотокомплекта «Момент» советского производства. 1 — рулон светочувствительного материала; 4 — капсула с проявляюще-фиксирующей пастой; 5 — поверхность эмульсии, ограниченная кадровой рамкой бумажного ракорда

Моментальной фотографией называется разновидность аналоговой фотографии, позволяющая получать готовые позитивные изображения в течение нескольких минут без обработки в фотолаборатории.
Первый патент на фотоаппарат, пригодный для моментальной фотографии, был получен в 1923 году Самуэлем Шлафроком. Устройство представляло собой громоздкую комбинацию съёмочной камеры и портативной фотолаборатории, лишь незначительно уменьшающую время получения готового негатива. Решением проблемы стали фотоматериалы сложной конструкции с интегрированными фотореактивами и возможностью немедленного получения позитива.
Их разработка была начата фирмой Agfa в конце 1930-х годов, но массовый выпуск налажен компанией Polaroid лишь в ноябре 1948 года одновременно с появлением фотоаппарата Polaroid Land 95.
Патент на фотопроцесс с переносом изображения зарегистрирован основателем компании Эдвином Лэндом в 1947 году. В дальнейшем название компании Polaroid, обладавшей почти монопольными правами на производство фотоматериалов одноступенного фотопроцесса, стало синонимом моментальной фотографии. В СССР предпринимались попытки производства одноступенных фотоаппаратов «Момент» (1952—1954) и «Фотон» (1969—1976). Но развития этот вид фотографии в Советском Союзе не получил из-за неспособности промышленности наладить массовый выпуск качественных фотокомплектов. Успеха удалось достичь только в годы Перестройки после создания совместного советско-американского предприятия «Светозор», выпускавшего фотоаппараты по лицензии Polaroid. Фотокомплекты для них импортировались из Европы.
За пределами СССР одноступенный процесс получил широкое распространение в любительской фотографии задолго до появления цифровых технологий. К концу 1970-х годов моментальная фотография занимала большую часть западного любительского фоторынка. В профессиональной фотографии из-за низкого качества изображения по сравнению с традиционным фотопроцессом одноступенный использовался в более узких прикладных сферах: фото на документы, медицина и научные исследования. В студийной фотографии моментальные фотокомплекты применялись для тестовой съёмки. Такой контроль позволял исключить брак, принося большую экономию крупноформатной цветной обращаемой плёнки и средств на её дорогостоящую лабораторную обработку. Пригодность одноступенного процесса для трансформации изображения сделала его популярным среди фотохудожников.

### Цифровая фотография
Современная технология фотографии, зародившаяся в 1969 году, когда исследователи Уиллард Бойл и Джордж Смит сформулировали идею прибора с зарядовой связью (ПЗС) для регистрации изображений. Первый экспериментальный бесплёночный фотоаппарат, основанный на фотоэлектрическом преобразовании, создал в 1975 году инженер компании Eastman Kodak Стивен Сассун (англ. Steven Sasson). Применявшаяся в нём ПЗС-матрица имела разрешение 0,01 мегапикселя, а запись данных происходила на компакт-кассету. Первым цифровым фотоаппаратом потребительского уровня в 1988 году стал Fuji DS-1P, использующий для записи съёмную карту SRAM. В том же году Kodak создал первый цифровой зеркальный фотоаппарат Electro-Optic Camera на основе малоформатного фотоаппарата Canon New F-1. Запись полученных данных велась отдельным видеомагнитофоном, соединённым с камерой кабелем.

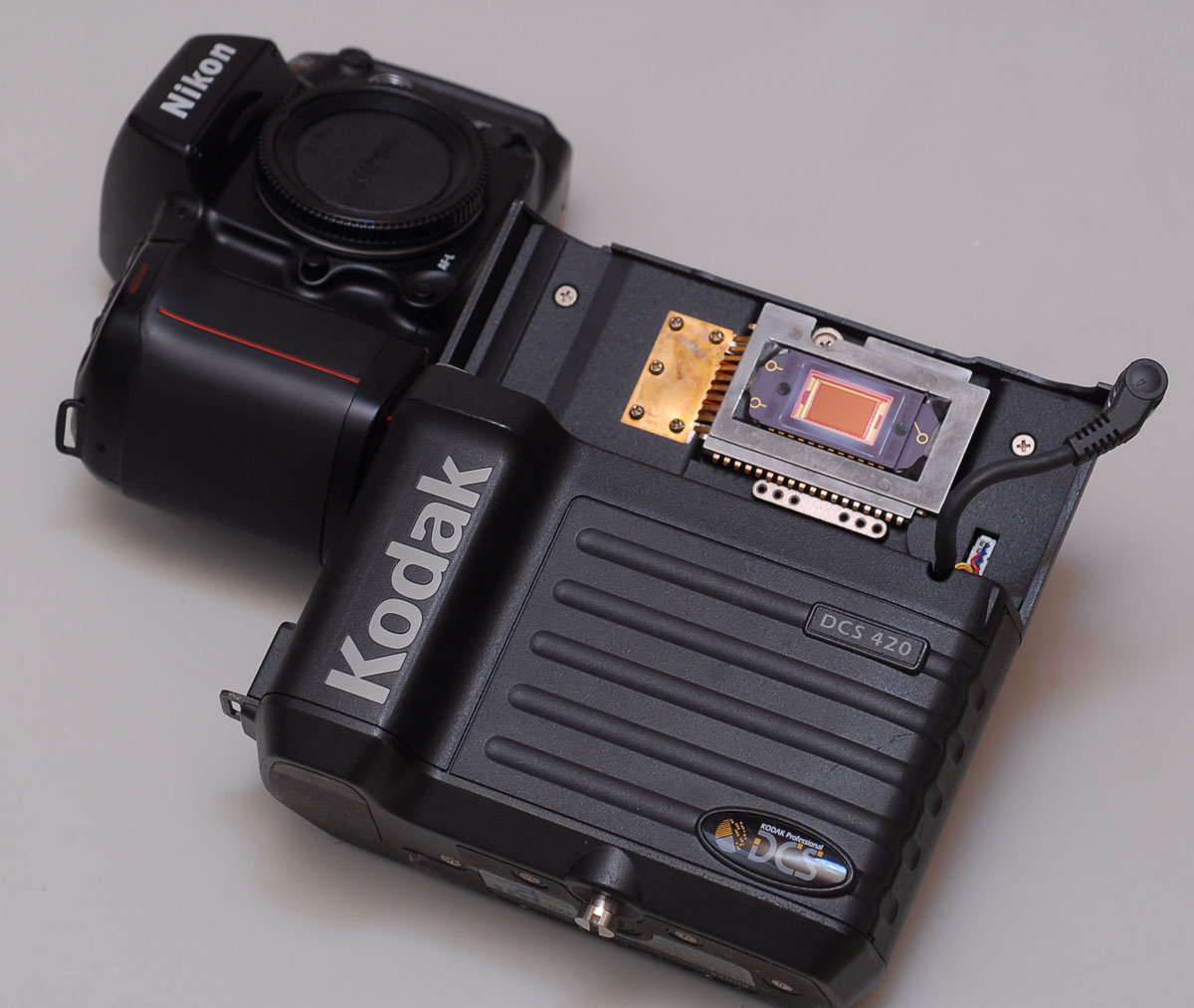
Один из первых цифровых зеркальных фотоаппаратов Kodak DCS 420 в разобранном виде

В результате сотрудничества компаний Nikon и Kodak в августе 1994 года была создана гибридная цифровая камера Kodak DCS 410 на основе фотоаппарата Nikon F90, съёмная задняя крышка которого заменялась приставкой с ПЗС-матрицей разрешением 1,5 мегапикселя. Данные записывались на карту PCMCIA, встроенную в цифровой задник. В марте 1998 года на рынке появился первый цифровой зеркальный фотоаппарат Canon EOS D2000 неразъёмной конструкции. Все эти образцы предназначались для фотослужб новостных информационных агентств и стоили от 15 до 30 тысяч долларов. Цена самых дешёвых камер, таких как Canon EOS D30, выпущенного в 2000 году, превышала 2500 долларов, оставаясь неприемлемой для большинства фотографов.
Прорыв произошёл в 2003 году, когда на рынке появился любительский зеркальный фотоаппарат Canon EOS 300D, стоимость которого впервые опустилась ниже психологической отметки в 1000 долларов. В течение года аналогичные зеркальные модели выпустили Nikon и Pentax. Благодаря этому факту, а также началу широкого распространения персональных компьютеров, произошло массовое вытеснение плёнки и окончательный переход к цифровой фотографии как в профессиональной, так и в любительской сферах. Уже в 2005 году японскими компаниями, лидирующими на мировом рынке фототехники, было продано 64 770 000 цифровых фотоаппаратов и только 5 380 000 плёночных. В 2006 году большинство производителей отказались от выпуска фотоаппаратов, рассчитанных на фотоплёнку, себестоимость которой резко выросла из-за снижения объёмов производства.

## Фотографические техники
За время существования фотографии появилось множество технологий получения изображения, часто сильно отличающихся друг от друга, и обеспечивающих совершенно разный результат. Как и в других изобразительных искусствах, эти технологии называются «техниками».

### Традиционная фотография

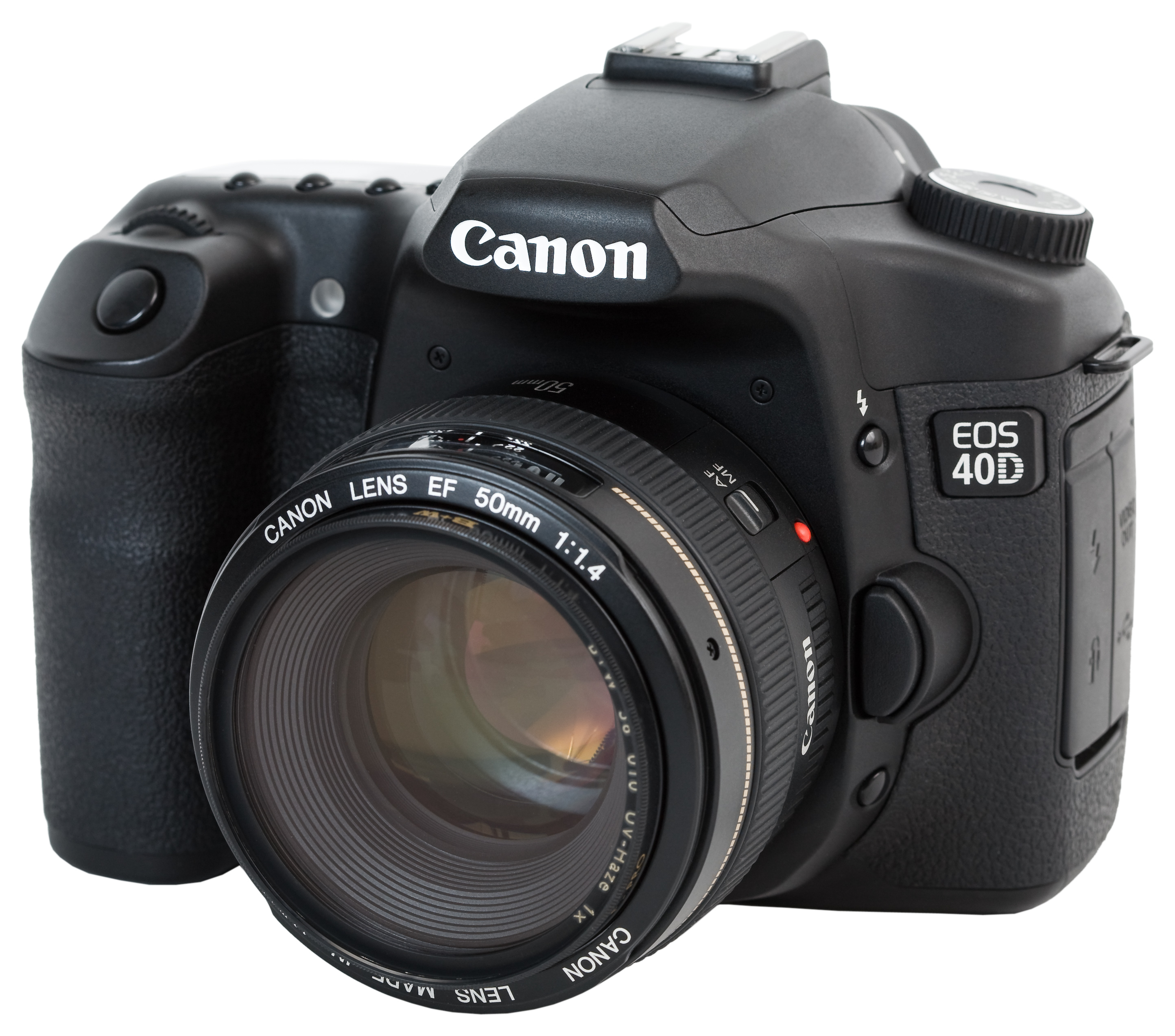
Цифровой зеркальный фотоаппарат Canon EOS 40D

Самой распространённой техникой фотографии является получение двумерного изображения с помощью фотоаппарата. При этом объектив строит действительное изображение предметов, расположенных в его поле зрения, на плоском светоприёмнике, в качестве которого могут быть использованы фотопластинка, фотоплёнка или фотоэлектрический преобразователь.
Получаемое плоское изображение вызывает иллюзию объёмности изображённых предметов за счёт соблюдения законов линейной перспективы, перекрытия удалённых предметов более близкими, и отображения светотени. При этом человеческое зрение однозначно идентифицирует изображение, как двумерное, и не обладающее глубиной. Иллюзия объёмности может быть усилена с помощью выразительных средств, заимствованных фотографией у изобразительных искусств с плоским отображением трёхмерных объектов: живописи и графики.
Ещё одна условность, характерная для фотографии, заключается в неподвижности изображения предметов, в реальности двигавшихся. При этом может быть зафиксирована случайная фаза движения, что в некоторых случаях приводит к искажённой интерпретации зафиксированного события. Кроме того, статичность изображения может вводить в заблуждение, говоря о неподвижности двигавшихся в реальности объектов. Подобные недостатки также устранимы с помощью выразительных средств, выработанных фотографией за длительную историю своего существования. Это такие приёмы, как смазывание изображения движущихся предметов, динамичная композиция и точный выбор выразительной фазы движения.

### Стереофотография

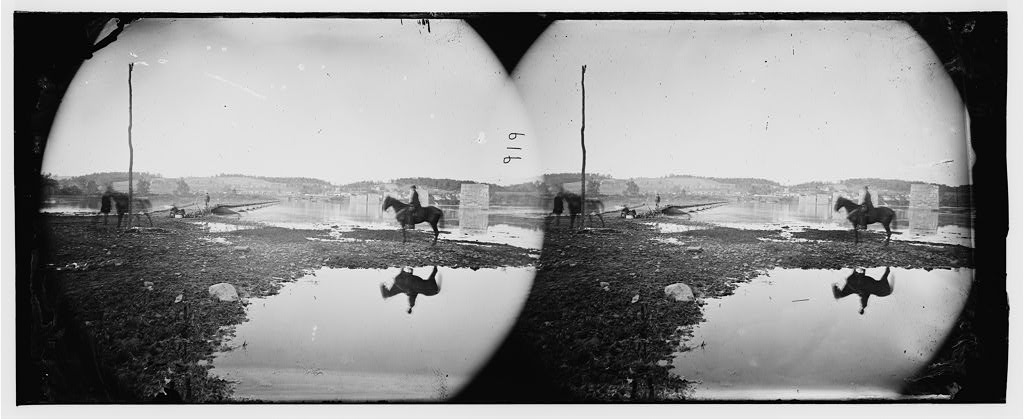
Стереопара видового снимка. 1862 год

Фотографическое изображение может создавать иллюзию глубины пространства путём одновременной съёмки двух кадров стереопары объективами, параллельные оптические оси которых располагаются на расстоянии стереобазиса. В результате, при рассматривании готового снимка за счёт параллакса возникает иллюзия объёма, отсутствующая на обычных плоских фотографиях. Кроме объективов чаще всего дублируется большинство других устройств фотоаппарата: затвор, диафрагма и фотоматрица. Первый стереофотоаппарат для съёмки двойных дагеротипов в 1844 году сконструировал Людвиг Мозер. Во второй половине XIX века коллекционирование стереоснимков для домашнего стереоскопа становится повальным увлечением, и фотографы получают огромный рынок сбыта стереоизображений самого разного содержания, от видовой фотографии до эротики. В начале XX века с появлением кинематографа тенденция пошла на спад, сделав стереофотографию экзотической разновидностью традиционной «плоской». Современная стереофотография может быть как аналоговой, так и цифровой. Часто для её обозначения используется термин «3D фото».

### Панорамная фотография

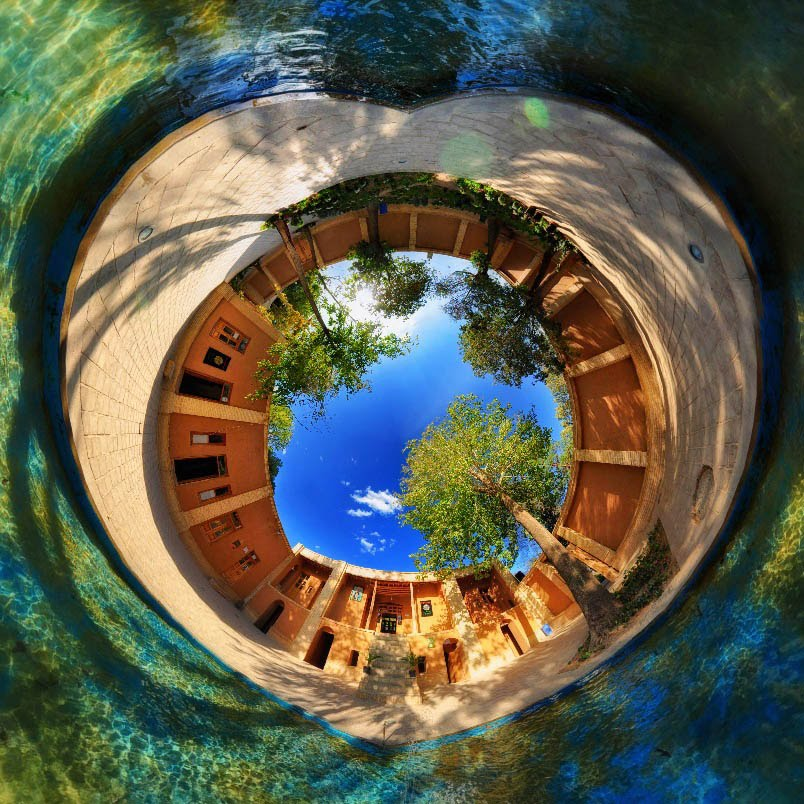
Панорамный снимок со сферическим обзором

Разновидность фотографии с большим горизонтальным углом обзора, вплоть до 360°. При этом используется специальная фотоаппаратура или цифровое объединение нескольких обычных фотоснимков, снятых с таким расчётом, чтобы охватить большое пространство. Панорамная фотография наиболее востребована при съёмке ландшафтов и интерьеров. Первые панорамные фотоснимки были сделаны вскоре после изобретения дагеротипии с помощью специального фотоаппарата, снимающего поворотным объективом на изогнутую пластинку. В дальнейшем появился целый класс панорамных фотоаппаратов с подобным устройством и цилиндрическим фильмовым каналом, например японский «Widelux» или советский «Горизонт». В современной цифровой фотографии чаще всего съёмка ведётся обычной аппаратурой с последующим склеиванием снимков при помощи специальных приложений. При этом кроме обычного цилиндрического обзора возможны и другие, в том числе и сферический.
Разновидностью панорамной можно считать двухстороннюю фотографию, в которой съёмка происходит одновременно двумя камерами, развёрнутыми в противоположных направлениях. Качество и разрешение этих камер могут отличаться. Иногда задняя камера используется для съёмки «селфи». Такое устройство характерно для некоторых экшен-камер и большинства современных смартфонов. Иногда в двухсторонней фотографии используются объективы типа «рыбий глаз» с углом поля зрения 180° каждый. В итоге можно получать сферический панорамный обзор.

### Фотография в невидимых лучах
Съёмка в лучах, невидимых для человеческого зрения, позволяет получать как научные данные, так и необычные художественные эффекты. Например, инфракрасная фотография, популярная среди фотохудожников, придаёт специфический вид ландшафтам, на которых растительность выглядит почти белой, а небо чёрным. В аэрофотографии инфракрасная съёмка позволяет получать чёткие снимки с больших высот, поскольку излучение этого диапазона практически не рассеивается атмосферой.

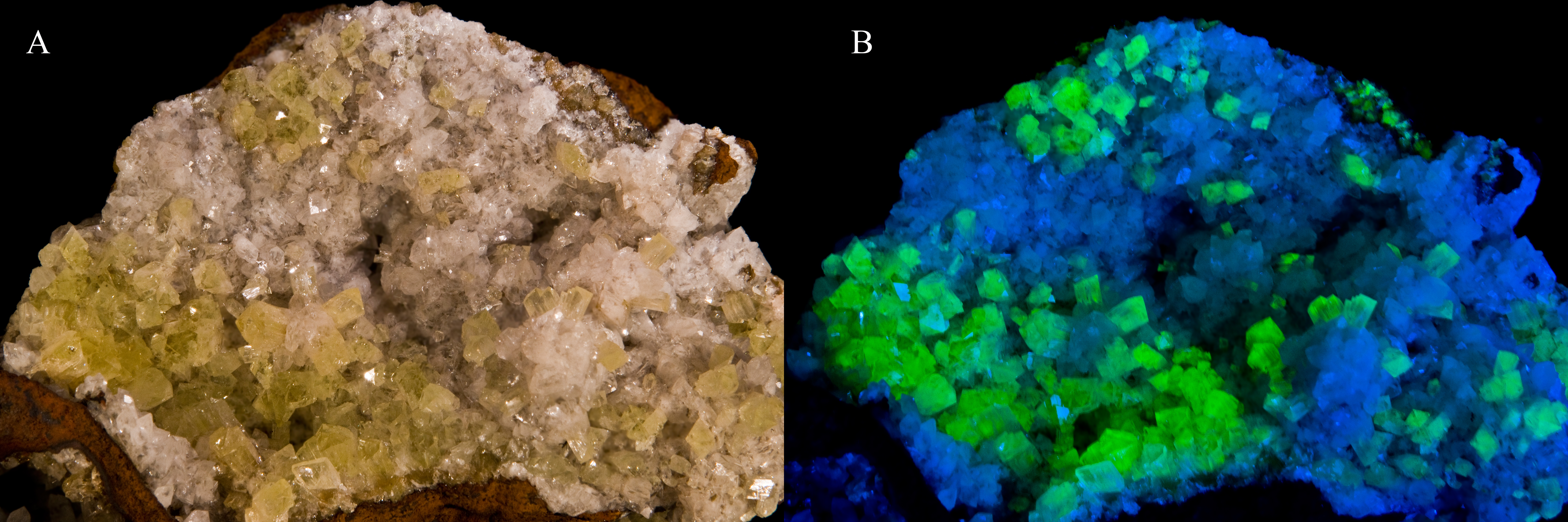
Фотография минерала в видимых и ультрафиолетовых лучах

Съёмка в ультрафиолетовых лучах часто применяется в криминалистике, поскольку даёт возможность выявления подделок документов и идентификации следов преступлений. В науке ультрафиолетовая фотография также позволяет обнаруживать некоторые вещества, неотличимые в видимых лучах. В научной фотографии часто используется одновременная съёмка в разных диапазонах от видимых лучей до невидимых. Последующее совмещение полученных изображений позволяет отслеживать явления, не поддающиеся непосредственной фиксации. При этом разные диапазоны невидимых излучений отображаются на готовом снимке условными цветами.
Такая отрасль науки, как радиография, не относится к фотографии, основанной на регистрации оптических излучений, которыми рентгеновские и гамма-лучи не являются.

### Фотографика
Разновидность изобразительного искусства, в которой фотографическое изображение используется в качестве исходного, и в дальнейшем преобразовывается в плакат или другие графические формы. Расцвет фотографики в СССР пришёлся на конец 1970-х — начало 1980-х годов, когда стали популярны такие технологии, как изополихромия, псевдосоляризация и фотомонтаж. В современной цифровой фотографии аналогичные эффекты достигаются трансформацией снимков в графических редакторах.

### Фотография светового поля
В 1908 году Габриэль Липпман изобрёл технологию получения многоракурсного автостереоскопического изображения предметов с помощью массива микролинз. Сложность реализации такой фотографии, получившей название «интегральная», не позволила ей стать практически применимой, но заложила теоретическую основу для голографии и других способов регистрации светового поля. Цифровые технологии регистрации изображения и его обработки позволили реализовать интегральную фотографию частично, разместив массив микролинз в фокальной плоскости обычного объектива.
Процесс позволяет выбирать глубину резкости и производить фокусировку уже готового изображения на любую дистанцию, выбирая точку наводки на мониторе компьютера. При этом вместо простого распределения освещённости на двумерном сенсоре фиксируется векторная картина поля световых лучей за съёмочным объективом. Эта технология сулит наибольшие перспективы в цифровом кинематографе, позволяя реализовывать спецэффекты без «синего экрана», а также исключить съёмочный брак из-за ошибок фокус-пуллера.

### Нестандартные техники

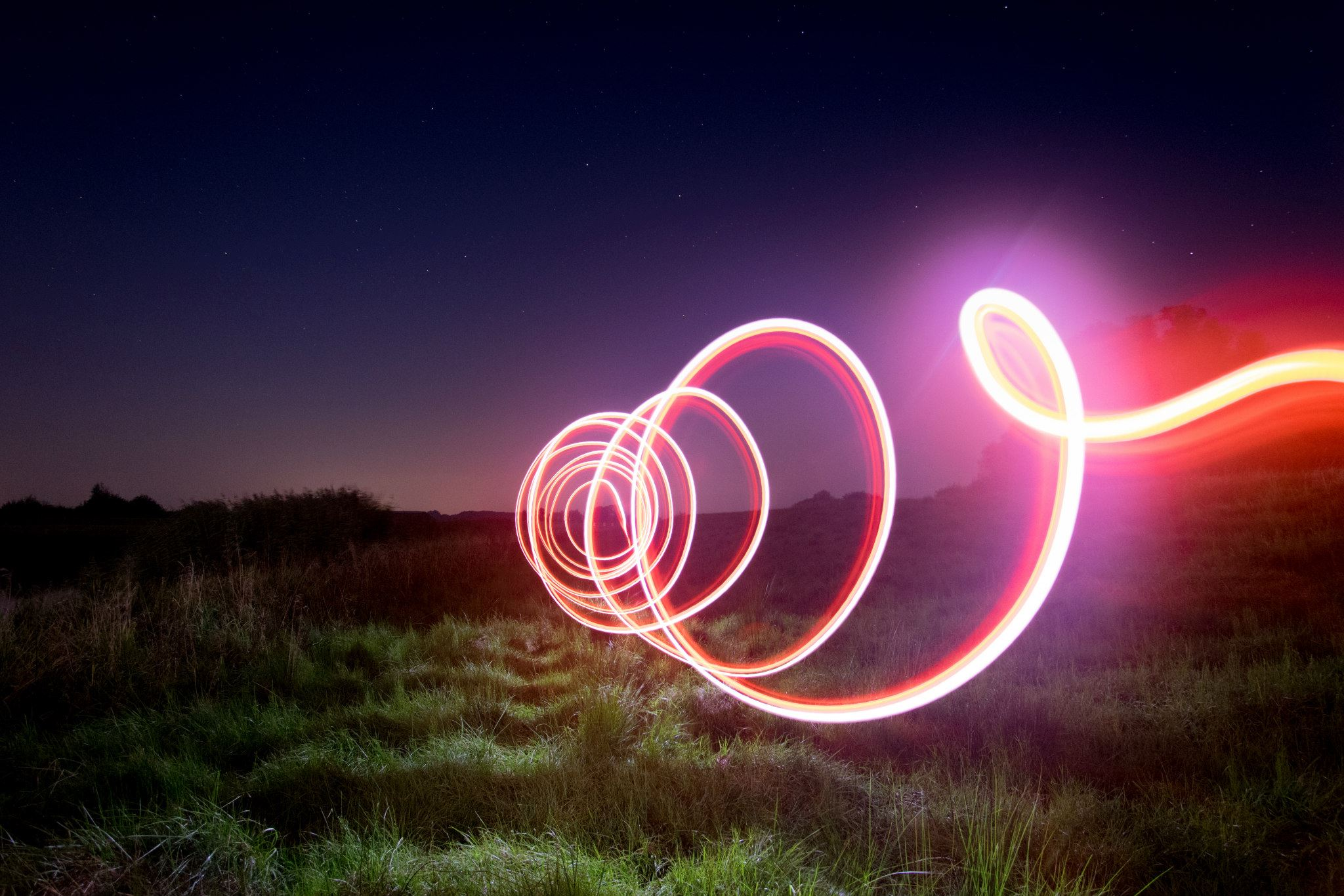
Снимок, полученный методом светографики

Кроме съёмки объектов с помощью фотоаппарата, возможна фиксация их формы контактным способом с помощью фотограммы. В этом случае предметы укладываются на фотобумагу и освещаются направленным или рассеянным светом, чтобы получить их теневое изображение. Близким к этому считается техника сканографии, когда объекты укладываются на стекло планшетного сканера. Ещё один способ создания изображения под названием «светографика» заключается в перемещении источников света в поле зрения фотоаппарата, отрабатывающего длительную выдержку. Отдельной техникой считается так называемая щелевая фотография, основанная на сканировании изображения узкой щелью. Это возможно как традиционными аналоговыми камерами, так и панорамными фотоаппаратами с поворотным объективом. В результате можно получать необычные изображения движущихся объектов.
Одним из популярных направлений фотоискусства в последние десятилетия стала пинхол-фотография, в которой вместо фотоаппарата используется простейшая камера-обскура или стандартный фотоаппарат с микроскопическим отверстием вместо объектива.

## Разновидности фотографии

### Фотолюбительство
Любительской фотографией занимаются энтузиасты или обычные люди, не ставящие своей целью заработок. Фотолюбители используют фотографию для сохранения памяти о родственниках, туристических поездках и других событиях семейной жизни. Кроме этого любительская фотография может быть хобби, приближаясь в некоторых случаях по качеству к профессиональным образцам, пригодным для продажи. Любительская фотография получила распространение в конце XIX века с появлением первых компактных фотоаппаратов, пригодных для съёмки с рук. В СССР фотолюбители объединялись в фотоклубы, которых по состоянию на 1980 год насчитывалось около 450. В 1975-1977 годах был проведён 1-й Всесоюзный фестиваль самодеятельного художественного творчества. На нём любительская фотография представлялась как самостоятельный вид самодеятельного творчества. Итогом этого фестиваля стала проведённая в октябре-декабре 1977 года Всесоюзная выставка работ фотолюбителей в Москве, где было показано около 800 лучших фотоснимков. После Перестройки фотоклубное движение прекратилось, а многие фотолюбители ушли в профессиональную фотографию.
Современные камерафоны сделали фотолюбительство по-настоящему массовым и доступным для каждого, а лёгкость распространения снимков в соцсетях и на фотохостингах резко изменило саму субкультуру любительской фотографии, часто конкурирующей с фотожурналистикой и другими жанрами.

### Коммерческая фотография
Коммерческой считается любая разновидность фотографии, к которой автор получает оплату не за художественные достоинства снимка, а за его содержание и техническое качество. Обычно к коммерческой фотографии причисляют:

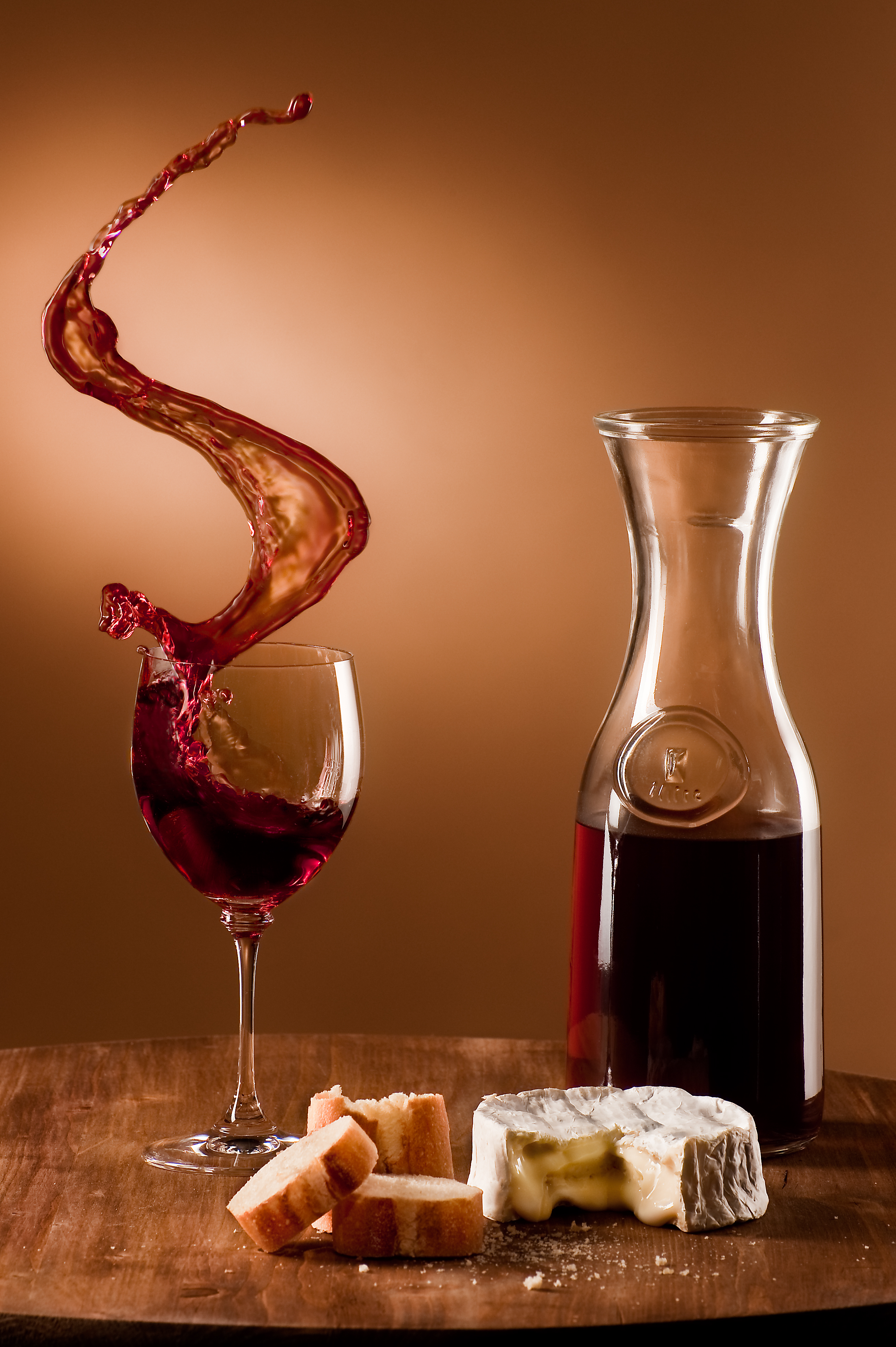
Фотография еды

- Рекламная фотография предназначена для изображения продуктов и услуг, и их последующей продажи. Снимки этого типа создаются, как правило, рекламными агентствами или дизайнерскими компаниями.
- Модная фотография является разновидностью рекламной и предназначена для изображения одежды и украшений, а также человеческого тела. В этой отрасли обычно нанимаются фотомодели, работающие в качестве натурщиц, иногда в обнажённом виде. Разновидностью модной считается эротическая фотография, которая чаще всего используется в рекламе и мужских журналах.
- Концертная фотография используется в шоу-бизнесе для фиксации и последующей рекламы массовых мероприятий с участием исполнителей популярной музыки и других сценических деятелей. Большинство фотографов, работающих в этом жанре, независимы и могут наниматься менеджментом исполнителей для съёмки конкретных концертов или шоу. По тем же принципам строится театральная фотография.
- Криминальная фотография предназначена для фиксации картин последствий преступлений, в том числе убийств и ограблений. Коммерческая составляющая этой разновидности фотографии существует не во всех странах: в России ей занимаются сотрудники криминалистических подразделений полиции.
- Предметная фотография занимается фиксацией неподвижных предметов естественного или искусственного происхождения. Иногда предметная съёмка понимается, как расширенная категория фотографии еды и рекламной.
- Фотография еды используется как для оформления упаковки, так и для рекламы или редакционных статей о кухне. Близка к предметной съёмке, но имеет свою специфику.
- Журнальная фотография иллюстрирует какой-либо сюжет или идею, дополняя текст. Обычно заказывается редакцией и выполняется средствами модной фотографии.
- Фотожурналистика может считаться разновидностью журнальной фотографии, и призвана документировать реальные события без режиссуры и вмешательства.
- Фотопортрет и свадебная фотография напрямую продаются непосредственному заказчику. Эти же задачи выполняет посмертная фотография.
- Ландшафтная фотография создаётся для фиксации вида конкретных мест, для этих же целей служит архитектурная фотография. Последняя обладает некоторыми особенностями, связанными со спецификой отображения зданий.
- Интерьерная фотография близка к архитектурной, но изображает внутренний вид помещений и их убранство.
- Целью фотоохоты является описание жизни диких животных.
- Фотография папарацци являются разновидностью фотожурналистики, которая занимается фиксацией неожиданных и пикантных подробностей частной жизни знаменитостей.
- Фотография домашних животных близка к портретной, и бывает как студийной, так и в естественных условиях, например дома у заказчика.
- Стоковая фотография охватывает все вышеперечисленные разновидности и предусматривает централизованное распространение коммерческой фотографии путём продажи через интернет[89]. Фотографы предоставляют неисключительные права на свои фотографии специализированным фотобанкам, осуществляющим их продажу любым заинтересованным изданиям или лицам. Такой способ распространения позволяет торговать снимками, сделанными без предварительного заказа, но пригодными для иллюстрирования наиболее популярных журналистских тем, создания календарей, постеров и других целей[90].

### Фотожурналистика
Фотожурналистика является одним из наиболее распространённых применений фотографии, создающейся в общественных интересах для освещения текущих новостей. Фотожурналистика резко выделяется среди других похожих направлений фотографии (таких, как документальная, уличная фотография и фотография знаменитостей) жёстким соблюдением этических норм, гарантирующих беспристрастность при изложении информации. Особенности профессии заставляют фотожурналистов быть информированными во всех общественно важных событиях, происходящих на территории распространения своего издания, а также иметь представление об общемировом общественно-политическом контексте. При этом кроме информативности фотографии должны обладать эстетической ценностью, привлекая внимание к освещаемой новости. Ещё одна особенность, отличающая фотожурналистику от других видов фотографии — необходимость оперативной доставки готовых изображений конечному потребителю. В эпоху аналоговой фотографии для этого использовался бильдаппарат, в настоящее время передача осуществляется по сети Интернет.

### Фотоискусство

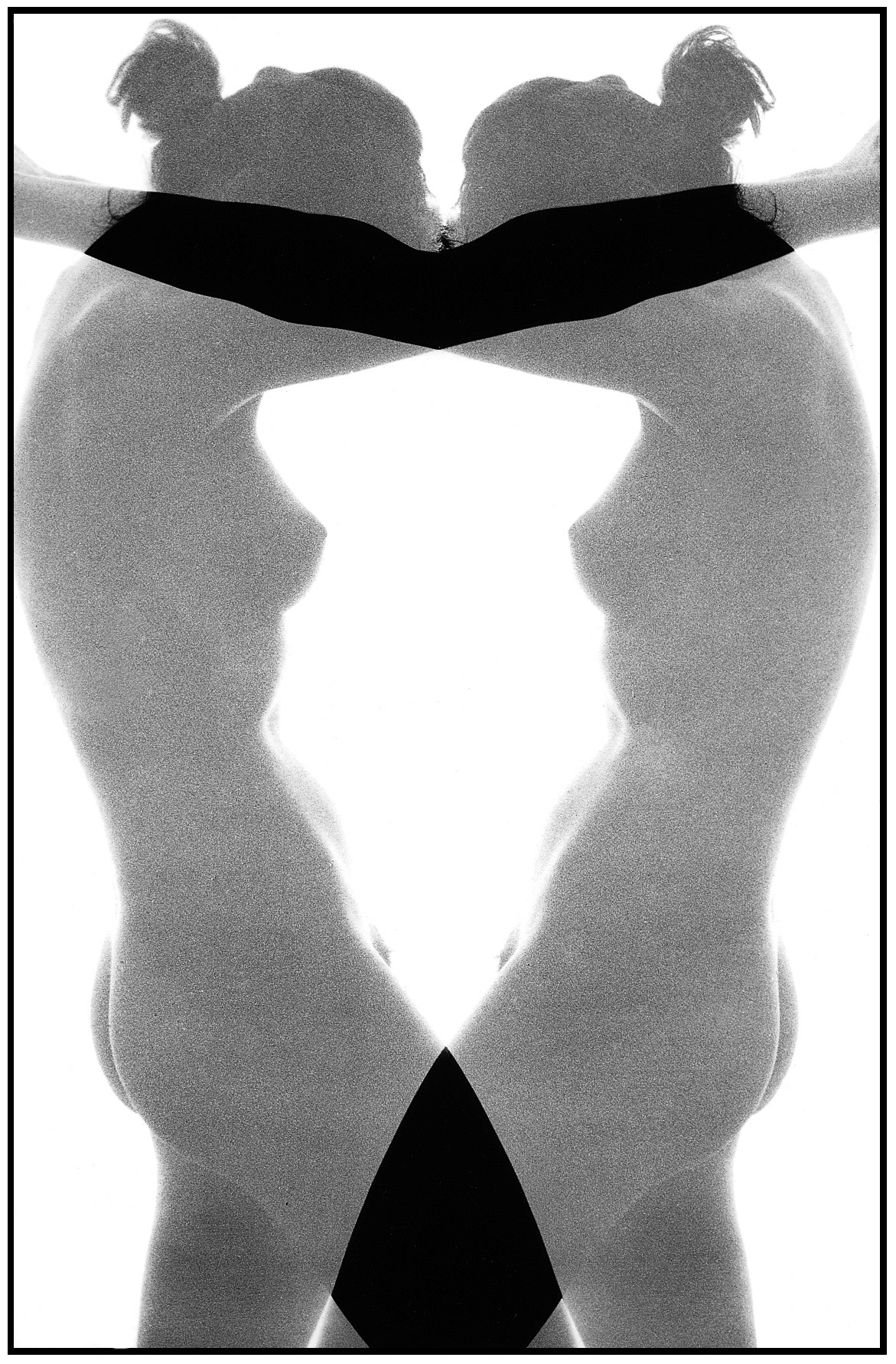
Произведение фотоискусства

Изобретение и массовое применение фотографии изменило представление об исторических событиях не в меньшей степени, чем изобретение письменности. В начале истории фотографии фотохудожники подражали живописному импрессионизму, применяя «мягкий фокус» и размытие снимка, положив начало так называемому пикториализму. Кроме формального подражания изобразительным искусствам для пикториальной фотографии характерны также различные техники благородной фотопечати, в том числе платинотипия и бромойль. В начале XX века появилась так называемая «прямая фотография», основа которой во многом заложена создателем общества «Фото Сецессон» Альфредом Стиглицем. При этом «отцом» прямой фотографии считается Пол Стренд, первым сформулировавший её принципы.
Дальнейшим шагом развития фотоискусства стало появление в Европе фотографии «Нового ви́дения», рождённой под влиянием немецкого Баухауза и советского конструктивизма. Для этого течения характерны отказ от традиционных изобразительных техник и обращение к утопическим идеям переустройства мира. В рамках «Нового видения» развиваются такие техники, как фотограмма и фотомонтаж, к которому можно отнести в том числе и многократную экспозицию. Наиболее известны такие представители течения, как Ласло Мохой-Надь и Александр Родченко.
Другой важнейшей частью фотоискусства в начале XX столетия становится документальная фотография, родоначальниками которой считаются Льюис Хайн и Джейкоб Риис. В отличие от фотожурналистики, нацеленной на отражение сиюминутных новостей, документальная фотография склонна к социальным и историческим обобщениям, становясь отражением эпохи. В XXI веке художественная фотография оказалась под сильным влиянием современного искусства, став одним из его направлений.
Произведения фотоискусства часто имеют высокую аукционную стоимость. Так, в 2004 году на лондонском аукционе «Сотбис» фотодиптих «99 центов» был продан за рекордную сумму 3 346 456 долларов США, уплаченных украинским бизнесменом Пинчуком. Фотография является одной из дисциплин в категории «Визуальные искусства» на Международных Дельфийских играх (МДС), а также одной из номинаций на Молодёжных Дельфийских играх России.

### Судебная фотография

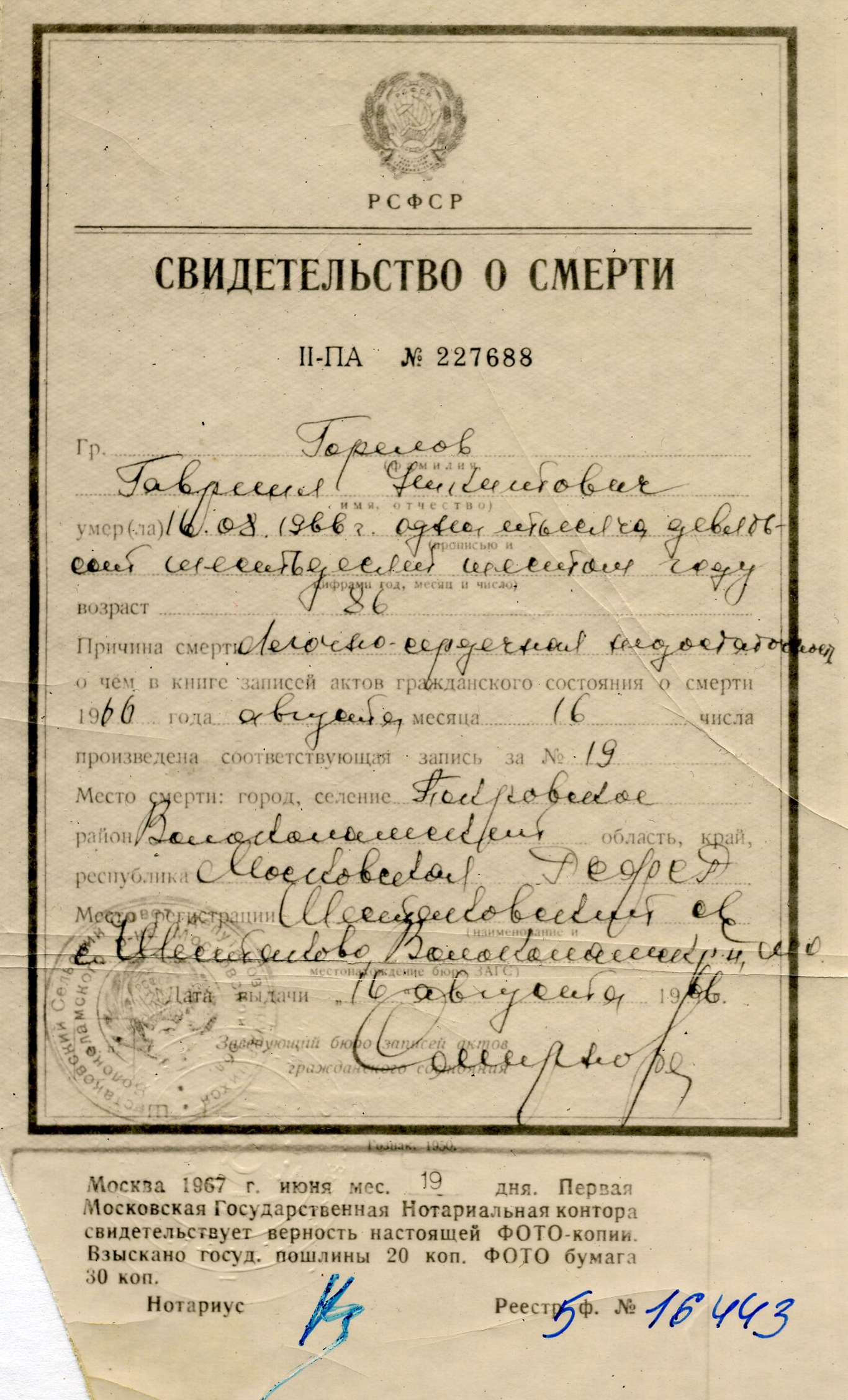
До появления копировальных аппаратов фотокопия документов была широко распространена в юриспруденции. Заверенная нотариусом фотокопия «Свидетельства о смерти» академика Г. Н. Горелова

Применение фотографии, как плёночной, так и цифровой (а ныне и развитие методик распознавания и обработки изображений), позволило принципиально изменить деятельность органов следствия, сделало ряд уже выработанных судебных норм более объективными и позволило выработать новые, основанные на документальных свойствах и функциях фотографии, на способности её объективно фиксировать образ события. Однако появление цифровой фотографии, развитие программ для редактирования изображений чрезвычайно усложнило доказательство подлинности фотографий. Компромиссом на сегодняшний день является признание (по умолчанию) подлинности плёночного фотоснимка и цифрового, сделанных в контролируемых условиях. До появления копировальных аппаратов фотокопия документов была широко распространена в юриспруденции. Изменился подход к ведению документации (на сегодняшний день почти все документы: паспорт, права, визы, личные дела, резюме и т. д.) обязательны с фотографией.

### Научная фотография
Астрономия, микроскопия, ядерная физика, биология, картография: в этих сферах использование фотографии привело к колоссальному скачку в объективности получаемых результатов, расширению возможностей и ускорению исследований. Переход астрономов от наблюдений к фотографии с длительными выдержками полностью изменил эту науку и доступные для исследования пространства.
В честь фотографического метода назван астероид (443) Фотографика, открытый в 1899 году Максом Вольфом, пионером этого метода в астрономии.

### Фототерапия
В 1941 году Джозефина Херрик основала в Нью-Йорке Центр реабилитации с помощью фотографии. В годы Второй мировой войны центр объединил добровольцев, фотографировавших в местах боевых действий своих сослуживцев для отправки снимков их родным. В послевоенные годы было доказано терапевтическое действие занятий фотографией, и к 1970-м годам сформировалось направление фототерапии, которое может использоваться как в рамках комплексов психотерапевтических техник, так и в качестве самостоятельной психотехники.

## Теория фотографии
Теория фотографии — направление аналитики, посвящённое изучению фотографического изображения. Фотографическая критика обращает внимание на то, что классическое деление художественных категорий не отражает природу и специфику фотографии, а изучение жанров, методов и техник не раскрывает характер фотографии как феномена. Центральная проблема аналитики фотографии — определение критериев изображения и объекта. Снимок связан с уже готовой формой, что поднимает вопрос о художественном статусе, авторстве и произведении. В то же время, фотография затрагивает проблему языка, теории образа, ставит вопрос о бесспорном характере принятого художественного регламента и зарождает сомнение в устойчивости картины объективного мира. Как дисциплина, теория и критика фотографии сформирована в работах Вальтера Беньямина, Сьюзен Зонтаг, Ролана Барта, Вилема Флюссера, Розалинды Краусс, Андре Руйе.

### Фотография и проблема тиражирования
Концепция обращает внимание, что фотография ставит произведение искусства в принципиально новые условия. В отличие от классической художественной программы, связанной с идеей уникальности, фотография создаёт условия для серийного тиражирования произведения. Одним из вопросов является проблема копии и оригинала. В фотографии речь идёт о ситуации, когда невозможно отличить копию от подлинника и невозможно разграничить прототип и его имитацию.

### Фотография и система языка
Одна из проблем фотографии — это нарушение языкового принципа. Фотография не поддерживает механизм знака — связи означаемого и означающего, которая существует в языке. Фотография обнаруживает форму, которая демонстрирует принцип образования смысла, не зависимый от конструкции знака и системы языка.

### Фотография как мифологическая система
Фотография рассматривается как мифологическая система. Ролан Барт полагал, что фотографическое изображение может быть представлено основой современного мифа. Фотография рассматривается как один из инструментов превращения действительности в мифологическое пространство, как один из способов реализации мифологического сознания.

### Фотография и теория образа
Теория образа связана с проблемой выявления его смысловых и содержательных аспектов. Исследование образа как системы вписаны в контекст более широких социальных, художественных и дискурсивных практик. Образ считают буквальным проявлением феноменологической редукции. Образ рассматривают не только как средство репрезентации, но и как инструмент формирования смысла.

### Фотография и визуальный поворот
Фотографию рассматривают в контексте феномена визуального поворота — явления в культуре, связанного с приоритетом изображения, а не текста. Концепции визуального мышления в фотографии исходят из предположения, что оно подчинено господству зрения. Уильям Митчел обращал внимание, что фотография поддерживает систему, которая ориентирована на образ, а не на текст.

### Фотография и теория медиа
Фотографию часто рассматривают как частный случай теории медиа. Распространение и установление в теоретическом пространстве тезиса «всё есть медиа» определяют как медиальный поворот. Фотография воспринимается как результат взаимодействия двух платформ — сферы культуры и социальной системы.

### Фотография как программа
Концепция исходит из предположения, что формат фотографии задан условной программой. Камера как инструмент задаёт специфические условия ви́дения, механизм действия и восприятия. Фотоаппарат обладает двумя равнозначными программами: одна подразумевает режим автономного изготовления образов, другая — позволяет оператору пользоваться этой программой.

## Фотография и закон
В разных странах мира фотографирование регулируется законом по-разному. В России, как и в большинстве Западных стран, считается, что фотосъёмка допустима в любых общественных местах, при ограничении её свободы в частных владениях, когда это затрагивает права отдельных граждан или организаций. Так, в США свобода фотографии защищается первой поправкой к Конституции, и в общественном пространстве допустимо фотографирование любых видимых предметов и явлений. В Великобритании эта свобода частично ограничена Контртеррористическим актом от 2008 года, дающим полиции право пресекать попытки фотографирования в особых случаях даже фотожурналистами. В большинстве стран Ближнего Востока фотографирование на улице без разрешения снимаемых может привести к аресту и тюремному сроку.
Частное лицо, фотоснимок которого опубликован в СМИ без его согласия, в некоторых случаях может получить судебную компенсацию за вторжение в частную жизнь. В большинстве стран публикация снимков, изображающих несовершеннолетних детей, требует разрешения родителей. Поэтому все модели, участвующие в фотосессиях, в обязательном порядке подписывают так называемый «модельный релиз», в котором отказываются от возможных претензий. Исключение могут составлять только случаи, когда съёмка происходит в общественном месте, где разрешение не требуется. Аналогичный релиз требуется при публикации снимков, изображающих памятники и здания, представляющие собой интеллектуальную собственность.
Наряду с этими обстоятельствами, фотография является объектом авторского права. Любой снимок, если он не выполнен по специальному заказу, защищён от незаконного копирования, тиражирования и публикации без разрешения автора. При разовой публикации в СМИ фотографу должен быть выплачен гонорар, а в случае повтора в большинстве случаев отчисляется роялти. Некоторые фотоагентства выкупают у автора неисключительные права, выплачивая одноразовый гонорар, независимо от факта и количества последующих публикаций. При покупке исключительных прав фотограф полностью отчуждает в пользу покупателя все права на неограниченное использование и публикацию проданной фотографии.